# Carlos Rolón
Carlos Rolón (Paraguarí, 30 giugno 1992) è un calciatore paraguaiano, difensore del Cerro Porteño e della nazionale paraguaiana.

## Biografia
È il nipote del noto ex calciatore e attuale allenatore paraguaiano Francisco Arce.

## Caratteristiche tecniche
Carlos Rolón è un difensore centrale, abile nei contrasti.

## Carriera

### Club
Ha iniziato nelle giovani dell’Olimpia, con la quale ha debuttato in prima squadra nella stagione 2010-2011. Alterna esperienze in diverse squadre come, Sp. Carapeguá, San Antonio Unido, Sp. Luqueño e Guarani a ripetute stagioni, seppur in diversi anni, nell’Olimpia.

### Nazionale
Ha esordito in nazionale nel 2017 in occasione delle qualificazioni ai mondiali.

## Palmarès

### Club

#### Competizioni nazionali
- Campionato paraguaiano: 8

Olimpia: Clausura 2011, Clausura 2015, Apertura 2018, Clausura 2018, Apertura 2019, Clausura 2019, Clausura 2020
Cerro Porteño: Clausura 2021